# Thomasomys
Thomasomys (Coues, 1884) è un genere di roditori della famiglia dei Cricetidi comunemente noti come ratti paramo.

## Descrizione

### Dimensioni
Al genere Thomasomys appartengono roditori di piccole dimensioni, con lunghezza della testa e del corpo tra 90 e 230 mm, la lunghezza della coda tra 85 e 329 mm e un peso fino a 335 g.

### Caratteristiche craniche e dentarie
Il cranio presenta un rostro lungo ed appuntito, la scatola cranica è grande e rotonda con le creste sopra-orbitali poco sviluppate. La regione inter-orbitale è ampia, il palato è corto. La bolla timpanica varia tra le varie specie. Gli incisivi sono opistodonti, ovvero con le punte rivolte verso l'interno. 
Sono caratterizzati dalla seguente formula dentaria:

### Aspetto
Il corpo è simile a quello di un ratto. La pelliccia è lunga, molto densa e soffice. Le parti dorsali variano dal grigio-olivastro al bruno dorato mentre le parti ventrali sono solitamente più chiare. Il muso è appuntito, gli occhi sono relativamente piccoli. Le orecchie sono relativamente grandi. La pianta dei piedi è provvista di sei grossi cuscinetti. Sebbene siano adattati ad una vita prevalentemente arboricola, i piedi non sono eccessivamente modificati. La coda è più lunga della testa e del corpo. Le femmine hanno 3 paia di mammelle. Sono presenti 13 paia di costole e sono privi di cistifellea.

## Distribuzione
Il genere è diffuso nell'America meridionale dalla Colombia fino alla Bolivia.

## Tassonomia
Il genere comprende 48 specie:
- Gruppo Thomasomys cinereus
  - Thomasomys australis
  - Thomasomys bombycinus
  - Thomasomys burneoi
  - Thomasomys caudivarius
  - Thomasomys cinereiventer
  - Thomasomys cinereus
  - Thomasomys cinnameus
  - Thomasomys contradictus
  - Thomasomys daphne
  - Thomasomys dispar
  - Thomasomys emeritus
  - Thomasomys erro
  - Thomasomys fumeus
  - Thomasomys hudsoni
  - Thomasomys hylophilus
  - Thomasomys laniger
  - Thomasomys monochromos
  - Thomasomys niveipes
  - Thomasomys onkiro
  - Thomasomys paramorum
  - Thomasomys salazari
  - Thomasomys silvestris
  - Thomasomys ucucha
  - Thomasomys vestitus
  - Thomasomys vulcani
- Gruppo Thomasomys incanus
  - Thomasomys eleusis
  - Thomasomys incanus
  - Thomasomys ischyrus
  - Thomasomys kalinowskii
  - Thomasomys ladewi
- Gruppo Thomasomys aureus
  - Thomasomys antoniobracki
  - Thomasomys apeco
  - Thomasomys aureus
  - Thomasomys auricularis
  - Thomasomys nicefori
  - Thomasomys pardignasi
  - Thomasomys popayanus
  - Thomasomys praetor
  - Thomasomys princeps
  - Thomasomys pyrrhonotus
  - Thomasomys rosalinda
- Gruppo Thomasomys baeops
  - Thomasomys baeops
  - Thomasomys taczanowskii
- Gruppo Thomasomys gracilis
  - Thomasomys andersoni
  - Thomasomys gracilis
  - Thomasomys oreas
- Gruppo Thomasomys macrotis
  - Thomasomys macrotis
- Gruppo Thomasomys notatus
  - Thomasomys notatus